# Yi Yang
Die Yi Yang (Kennung: FFG-939) ist eine Fregatte der Knox-Klasse der Marine der Republik China (Taiwan), die seit 1999 in Dienst steht. Vorher stand das Schiff von 1974 bis 1991 als Valdez im Dienst der US-amerikanischen Marine.

## Geschichte

### Bau
Der Bauauftrag für die spätere Yi Yang wurde als USS Valdez (DE-1096) am 25. August 1966, als Geleitzerstörer der Knox-Klasse der US-amerikanischen Marine vergeben. Das Schiff wurde am 30. Juni 1972 bei der Avondale Shipyard in Westwego im US-Bundesstadt Louisiana auf Kiel gelegt. Der Stapellauf erfolgte am 24. März 1973, nach Schiffstaufe durch Manuelita Valdez die Mutter des Namensgebers, und die Übernahme durch die amerikanische Marine am 12. Juli 1974. Nach Überführung zur Charleston Naval Shipyard wurde die Valdez am 27. Juli 1974, unter dem Kommando von Commander Joe D. Peden, in Dienst gestellt und in die Destroyer Squadron 6 (Atlantic Fleet) mit Heimathafen Charleston im US-Bundesstadt South Carolina eingegliedert.
Benannt war das Schiff zu diesem Zeitpunkt nach Phil Isadore Valdez (* 13. April 1946; † 29. Januar 1967), einem Sanitäter der Marine, der während eines Einsatzes in Vietnam bei der Rettung zweier verwundeter Marines von Scharfschützen erschossen wurde.

### Einsatzgeschichte
Am 30. Juni 1975 wurde die Schiffskennung von DE-1096 auf FF-1096 geändert, da die amerikanische Marine ihre Geleitzerstörer nun als Fregatten bezeichnete. Während ihrer Einsatzzeit besuchte die Valdez unter anderem Bremerhaven und Kiel.
Am 16. Dezember 1991 wurde die Fregatte außer Dienst gestellt, sie verblieb noch bis zum 11. Januar 1995 im Schiffsregister der Navy. Nach ihrer Streichung wurde sie am 29. April 1998 an die Republik China (Taiwan) verkauft, wo sie nach umfangreichen Umbauten in Charleston am 4. Oktober 1999 ankam. Am 18. Oktober wurde das Schiff als Yi Yang in Dienst gestellt.